# Västra Höle
Västra Höle är en småort i Bollnäs kommun, Gävleborgs län belägen i Rengsjö socken